# Халатала (Дагестан)
Халатала — упразднённый хутор в Казбековском районе Дагестана. Исключен из учётных данных в 1977 году.

## География
Хутор располагался в 6 км к северо-востоку от районного центра Дылым.
Ближайшие населённые пункты: на юго-востоке — село Инчха, на юге — село Гостала, на юго-западе — село Дылым.

## История
Первые сведения встречаются в материалах переписи 1926 года, по ним хутор Халат-отар состоял из 39 хозяйств и входил в состав Дылымского сельсовета, население — 156 человек (76 мужчин и 80 женщин), аварцы. По данным на 1939 год хутор входил в состав Дылымского сельсовета, в нём проживало 239 человек.В соответствии с решением райорганизации Казбековского района и Министерства лесного хозяйства ДАССР, население хутора Халатала в количестве 25 хозяйств было переселено на участок Агабекильхур площадью 2 га, примыкающего к селению Гостала. Село исключено из учётных данных в 1977 году.

## Население
По переписи 1970 года население хутора составляло 55 человек

## Хозяйство
Овцетоварная ферма (близ села).